# Gangsa
Un gangsa es un instrumento musical de percusión perteneciente a la familia de los idiófonos. Esta denominación hace referencia a un metalófono empleado principalmente en la orquesta gamelán típica de Bali y de Java en Indonesia. El término también alude a un tipo de gongs presente en la música tradicional de Filipinas.

## Instrumento musical de Indonesia

### Descripción
Este metalófono está formado por unas 10 barras de bronce de diversos tamaños y afinadas en diferentes alturas musicales. Pueden presentar dos tipos:
- Gangsa con barras que descansan sobre una base de mimbre, corcho o caucho que a su vez va colocada sobre un resonador en forma de tubo de madera. Por ejemplo, gangsa jongkok.
- Gangsa con barras de bordes biselados suspendidas por un cordón sobre tubos de bambú afinados dispuestos en un marco de madera. Por ejemplo, gangsa gantung o gender.

Ambos tipos se tocan golpeando las barras con un panggul. Se trata de un martillo fabricado en madera o cuerno, que está acolchado en el caso del jegogan que es el gangsa gantung de tono más grave. Por lo general se utiliza un martillo en la mano derecha y en ocasiones el ejecutante lleva un martillo en cada mano, como ocurre en la agrupación gender wayang. La duración, intensidad y la calidad del sonido se logran mediante la amortiguación de la vibración de la barra con los dedos de la mano libre. Cada tecla se suele amortiguar cuando se golpea la siguiente tecla.
En el gamelán gong kebyar balinés, como ocurre en otros conjuntos similares, estos metalófonos se tocan en parejas vecinas que elaboran la melodía de una pieza musical en tempo rápido con ritmos entrelazados de tipo kotekan. La afinación de estos instrumentos se realiza por parejas, afinando uno con un tono ligeramente más agudo que el otro para ser disonantes y crear determinadas longitudes de onda de vibraciones simpáticas para crear un tono brillante que recorre largas distancias. De esta manera cuando ambos instrumentos se golpean simultáneamente se produce un batimiento acústico (ombak). Un gamelán gong kebyar balinés completo suele estar formado por nueve o diez gangsa de tres tamaños y registros distintos llamados, desde el más grave y de mayor tamaño hasta el más agudo y pequeño: ugal, pemade y kantilan.

## Instrumento musical de Filipinas

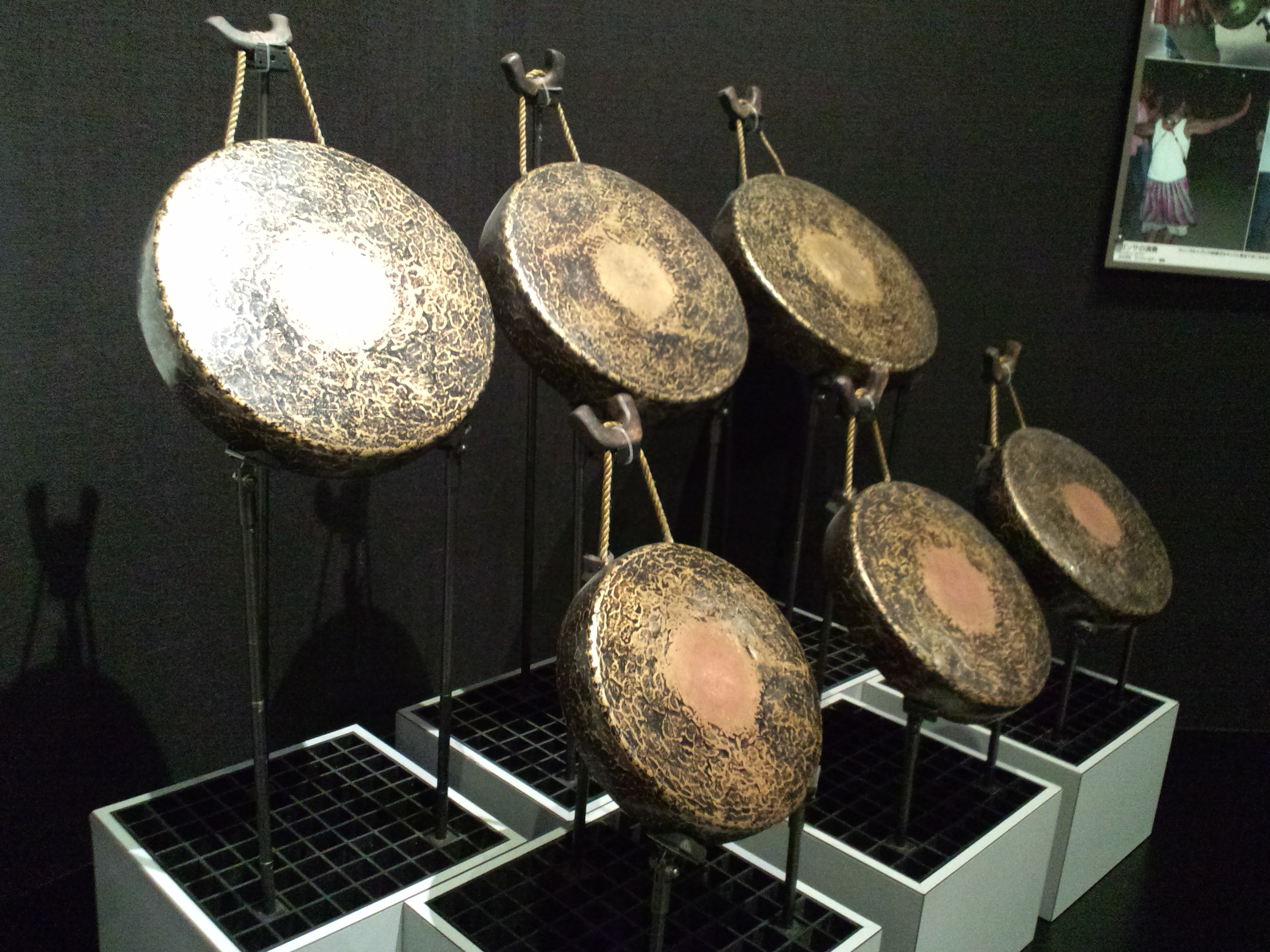
Gongs gangsa tradicionales del pueblo Calinga de Filipinas (Museo Nacional de Etnología, Osaka).

Las denominaciones gangsa o gajah hacen referencia a un instrumento musical de percusión completamente diferente. Se trata de un gong que se asocia con las culturas de los pueblos Calinga, Ibaloi, Karao, Tinggian y Bontoc afincadas en La Cordillera de la isla de Luzón, que son las regiones montañosas al norte de Filipinas. Entre los Ifugao se les llama gangha, que se refiere tanto al gong individual como a un conjunto de tres gongs, y entre los Isneg, hansa.

### Descripción
El gangsa es un gong plano hecho de bronce o latón con un estrecho reborde. Tiene un diámetro de aproximadamente 30 cm y su borde perpendicular tiene una altura de unos 5 cm. Produce sonidos difusos con o sin una altura determinada. Las diversas posibilidades de ejecución incrementan su variedad tímbrica. Se pueden tocar con las manos (dando con la palma, golpeando o deslizando) y con una especie de baqueta (golpeando la parte superior o inferior del gong). Se logran varios efectos resonantes suspendiendo gongs libremente de la mano izquierda, balanceándolos en el aire, apoyándolos parcial o totalmente en el suelo, o bien colocándolos sobre el regazo. En Filipinas suelen emplearse efectos de amortiguación que se producen con la muñeca o el antebrazo, o con la presión de la baqueta.
Entre el pueblo Calinga existen dos estilos de tocar el gangsa:
- En el estilo toppaya los músicos tocan con la mano la superficie de un único instrumento que descansa sobre el regazo de cada músico mientras están sentados.
- En el estilo pattung el instrumento está suspendido de la mano izquierda del intérprete y se toca con un palo acolchado que se sostiene con la mano derecha. En este estilo de interpretación los ejecutantes están de pie o bien siguen el ritmo de los danzantes mientras se inclinan ligeramente hacia adelante.

Un conjunto de este tipo de instrumentos, en el que cada músico toca un gong, está formado por gangsa afinados en diferentes notas dependiendo de las preferencias culturales regionales o locales. El número de integrantes en este conjunto instrumental varía en función de la disponibilidad así como de las tradiciones de cada grupo étnico de esta zona.

### Usos
El gangsa se toca en una gran variedad de ceremonias. La música de gong es necesaria para bailar, para homenajear a las personas de la comunidad, para las celebraciones y para brindar el ambiente adecuado para los procedimientos rituales. Los gongs se consideran objetos de gran valor y estatus. Durante las ceremonias tocar este instrumento se considera un honor, ya que solamente los miembros destacados de la comunidad están invitados a comenzar la actuación. La música de gangsa en sí es particularmente popular entre los Calinga y, en ocasiones, cuando no se permite tocar gangsa, su música a menudo es interpretada con otros instrumentos musicales.